# ديف هيل (عداء المسافات المتوسطة)
ديف هيل هو عداء المسافات المتوسطة كندي، ولد في 26 ديسمبر 1952 في تروا ريفيير في كندا.

## وصلات خارجية
- ديف هيل على موقع أوليمبيديا (الإنجليزية)